# 西部線 (ヴュルテンベルク)
ヴュルテンベルク西部線 (ヴュルテンベルクせいぶせん、ドイツ語: Württembergische Westbahn)は、ドイツのバーデン＝ヴュルテンベルク州ビーティッヒハイム＝ビッシンゲンとブルッフザールを結ぶ、1853年に開通した鉄道路線である。この路線はヴュルテンベルク王国とバーデン大公国を最初に連結した。過去にドイツ国内と国際列車の重要な運行経路だったこの路線は、高速線の完成以来その役割を果たさず、今頃は地域列車や貨物列車の主要経路として利用されている。

## 沿線概況
西部線はビーティッヒハイム＝ビッシンゲン駅から左の曲線で分岐し、列車はエンツ川上の二列アーチ型鉄道橋を通過する。その後列車は、高速線に合流する前に、メテル川の上側の緩斜面に走行する。この路線は高速線の建設のため生成されたバイパストンネルを通じて高速線と合流し、ファイヒンゲン駅に至る。列車は高速線から離れて、イリンゲンに至る前に既存線路で走行する。
ミュルアッカー駅ではカールスルーエ方面の線路が分岐して、西部線は西北側に曲がりマウルブロンとブレッテンに向かう。ブレッテン駅でクライヒガウ線がこの路線と交差する。
西部線はザール渓流を沿ってブルッフザールに至る。列車はブルッフザール古都をトンネルを含むループで迂回する。トンネル町駅から二つのトンネルが分岐して、それぞれの線路は交差せずにライン谷鉄道へ合流する。それで、ブルクサール駅では西側の貨物駅と東側の旅客駅が分離されている。

## 歴史

### バーデンとヴュルテンベルク鉄道時代

西部線の候補経路

1835年頃、ヴュルテンベルク王国は邦有鉄道網の計画を立てたが、最初から外国への鉄道網連結を考慮した。西部線は、ヴュルテンベルクにとって、ライン川方面の交通需要に当たり、ヴュルテンベルク西側の国家とフランスからバイエルンや南西ヨーロッパまでの乗り換え運送を担当するべしだった。1840年からライン谷鉄道がバーデンで建設され、ヴュルテンベルクはその路線と連結する線路を望んでいた。バーデンの立場ではボーデン湖地域とスイス方面交通の競争という恐れがあったが、一方、東西連結線の交通を分担できるのも望ましいことだった。
西部線の経路に関する三つの路線案が北から南まで次のように有った。
1. ハイルブロン - ヴィースロッホ （小さいオーデンヴァルト経由）
2. ルドヴィックスブルク - ブルッフザール（ブレッテン経由）
3. ヴュルテンベルクの中心地 - ドゥアラッハ (カールスルーエ)

第一案はヴュルツブルク側には利得だが、カールスルーエ方面の通行には不利だったので、バーデン大公国から断られた。第二案はヴュルツブルクが、第三案はバーデンが擁護した。バーデンの考えは産業の要地のプフォルツハイムを鉄道で結び、運送経路をライン谷鉄道にできれば長くすることだった。第三案の点ではツゥフェンハウゼン、ディツィンゲン、フリオルツハイムを結ぶ経路が可能だったが、バーデンはそれを顧慮しなかった。次の調査はプフォルツハイム - ミュールアッカー区間に集中的に行われた。両国は委員会を構成して、プフォルツハイムの路線案が論議されだが、バーデンに有利でヴュルテンベルクに不利だという結果が出た。1843年制定されたヴュルテンベルク鉄道法も西部線をバーデンの鉄道網と連結することのみを規定した。
1844年プフォルツハイム路線に技術的な優先権が両国委員会によって与えられた。バーデンはヴュルテンベルクに1600 ｍｍの軌間で建設することを義務化しようとしたけれど、ヴュルテンベルクは標準軌の建設を希望した。1850年の追加交渉の時にヴュルテンベルクはシュトゥットガルト - ハイルブロン区間、東部線、南部線の開通で優位に立った。一方、バーデンの財政状態は1848年三月革命の影響などで厳しくなった。
1850年12月4日西部線建設に関する条約が締結された。西部線はカール・エッツェル (Karl Etzel、1812-1865) の指揮下に1435 mmの標準軌で建設された。最の技術的の難点は深く流るエンツ川を上切る構造物だった。ヴィグノルス (C. B. Vignoles、1793-1875) は線路をタムから分岐させ、ビシンゲン製材所へ長い鉄道橋を建設することを提案した。エッツェルは、ビーティッヒハイムからの分岐線でエンツ川の鉄道橋が短くて橋の高さがより低くなるため、その分岐点を活用した。一方、バーデン大公国でブルッフザール - ブレッテン区間の経路は確定された。ハイデルスハイムでは湿気ある黄土が不安定だったため、黄土に含まれた水をザール渓流に流す手でその問題は解決された。ブルッフザールの場合、駅前旧市街地の迂回路で霊園下を貫通するトンネルが建設された。
1853年10月1日西部線の運営は始まって、同年9月20日から列車運行が既に行われた。1850年締結された条約によって、路線中バーデン大公国区間もヴュルテンベルク王立鉄道によって運営された。1863年カールスルーエ - ミュールアッカー区間の開通でこの路線はカールスルーエ - シュトゥットガルト区間の遠距離列車の通行に重要な意味をとった。1873年バーデンは自国領土内の区間を買い戻す権限を確定して、それがクライヒガウ鉄道がブレッテン駅で西部線と接続する目的と関連することだった。1870年代末ブレッテン駅は、クライヒガウ鉄道の建設のため、西南部の外郭に移転された。1879年10月15日にバーデン国鉄はブルッフザール - ブレッテン区間の施設と運営権を引き取った。
1859年と1862年の間にビーチクハイム - ミュールアッカー区間に複線化が行われ、1888年にブルッフザール - ブレッテン区間、1890年にミュルアッカー - ブレッテン区間に複線化が完了した。ブルッフザール駅の接続と関して、1898年12月旅客用トンネルの完工と共に西部線はより大きい曲線で移設された。1903年から1906年まで貨物列車用迂回路工事が行われて、トンネルとライン谷鉄道の分岐点が追加に建設された。第一次世界大戦の勃発前には西部ドイツやオランダからバイエルンやオーストリアまで長距離列車がこの路線を経由した。

### ドイツ国営鉄道時代
1920年4月1日西部線はドイツ国営鉄道に属することになって、シュトゥットガルトおよびカールスルーエ地域管理局 (Bahndirektion) の管轄下にあった。国境の廃止は貨物輸送に有利に作用して、輸送量は増加した。第二次世界大戦中には西部線はザールの石炭の南部ドイツおよびオーストリアへの輸送に重要な役割りを果たした。
1944年秋まで鉄道施設は戦争の被害を受けなかったが、その後、爆弾や低空飛行爆撃が激しくなって、数え多い死亡者、重傷者および施設破壊が発生した。戦争が終わるまで、西部線の列車運行は何度も統制された。

### ドイツ連邦鉄道時代
第二次世界大戦の終戦後、アメリカ占領軍は西部線の復旧に関心を持って、急いで再建を着手した。ブルッフザールの整理作業とビーティッヒハイムの臨時鉄道橋で1945年6月から列車運行ができて、1949年エンツ川の鉄道橋が完全に改修された。1951年10月ミュールアッカー - ビーティッヒハイム区間が、1954年5月ミュールアッカー - ブルッフザール区間が電化され、変電所はミュールアッカーでその上設置された。マウルブロンでは線路が1953年に割り切りの形で移設されて既存ののトンネルから離れた。マウルブロン西駅はくさび型駅 (Keilbahnhof) になった。1971年インターシティ交通網が導入されて、旅客用列車はハイデルベルク - シュトゥットガルト区間に2時間間隔で運行された。1979年インターシティー列車の運行間隔は1時間になって、普通列車がたまに停車した駅はいくつか廃止された。
1960年末連邦鉄道は交通量分散の目的でマンハイム - シュトゥットガルト区間の高速線を計画した。建設工事は1991年まで行われて、西部線と高速線はファイヒンゲンで接続するはずだった。移設区間の距離は約7 kmで、その経路は南側に曲がる経路とバイパストンネルを通じる。新線は1990年9月に開通して、イリンゲン - ファイヒンゲン区間は同時に廃止された。新線開通以前にブルクサール - ビーティクハイム区間で走行した長距離列車は高速線の上に走行するため、西部線はほとんど普通列車と貨物列車の運行するとなり、重要性は減少した。

### ドイツ鉄道時代
カールスルーエの路面電車を担当するアルブタール交通会社 (Albtal-Verkehrs-Gesellschaft、AVG) は路線網を西部線に拡張することを計画した。1994年5月S9系統の運行がブルクサール - ブレッテン区間で始まって、S9路面電車は1999年5月30日からミュールアッカーまで規則的に運行されていた。同じ日にS5系統もミュールアッカー - ビーチクハイム＝ビシンゲン区間に延伸され、同じ区間に快速列車の1時間運行間隔も確立された。
一部の貨物列車は高速線を経由して、そのためブルッフザールの貨物用曲線区間は単線化された。2002年ファイヒンゲン市内線 (Vaihinger Stadtbahn) が廃止され、貨物列車は旧線のファイヒンゲン北駅 - ゼルスハイム区間に2003年8月からもはや運行されなかった。2008年5月から6ヶ月間大規模な改修工事はブルッフザール - ミュールアッカー区間で行われ、この区間は完全に封鎖された。

## 運行形態

### 遠距離輸送
- IC 61: カールスルーエ - プフォルツハイム - ミュールアッカー - ファイヒンゲン - シュトゥットガルト - アーレン - ニュルンベルク (- ザールフェルデン - イェナー - ライプツィヒ)。120分間隔。

### 地域輸送
ビーティッヒハイム＝ビッシンゲン - フェイヒンゲン (エンツ) 区間はシュトゥットガルト運輸連合 (Verkehrs- und Tarifverbund Stuttgart、VVS) の領域に、イリンゲン (ヴュルテンベルク)  - クラインフィラース区間はエンツクライス郡の区間でプフォルツハイム＝エンツクライス運輸連合 (Verkehrsverbund Pforzheim-Enzkreis, VPE) に属する。ブレッテン・ルイト - ブルクサール区間はカールスルーエ郡に属して、カールスルーエ運輸連合 (Karlsruher Verkehrsverbund、KVV) の適用範囲にある。
- 快速 (IRE): (アーレン -) シュトゥットガルト - ファイヒンゲン - ミュールアッカー - プフォルツハイム - カールスルーエ。イギリス系のゴーアヘット鉄道所属。60分間隔。使用車両はFLIRT3。
- 快速 (RE 17B) ：シュトゥットガルト - ビーティッヒハイム＝ビッシンゲン - ファイヒンゲン - ミュールアッカー - ブレッテン - ブルッフザール - ハイデルベルク。アベリオ鉄道所属。120分間隔。使用車両はタレント2。
- 普通 (RB 17A): シュトゥットガルト - ビーティッヒハイム＝ビッシンゲン - ザクセンハイム - イリンゲン - ファイヒンゲン - ミュールアッカー - プフォルツハイム。アベリオ鉄道所属。60分間隔。使用車両はタレント2。
- 普通 (RB 17C): シュトゥットガルト - ビーティッヒハイム＝ビッシンゲン - ザクセンハイム - イリンゲン - ファイヒンゲン - ミュールアッカー - ブレッテン - ゴンデルスハイム - ハイデルスハイム - ブルッフザール。アベリオ鉄道所属。60分間隔。使用車両はタレント2。
- Sバーン (S 9) ：ブレッテン - ゴンデルスハイム - ハイデルスハイム - ブルッフザール。深夜時間及び通勤時間帯のみ運行。

※ カールスルーエS5系統電車は2019年6月までミュールアッカー - ビーティッヒハイム＝ビッシンゲン区間で運行された。